# Vetenskapsåret 1846

## Händelser

### Astronomi
- 1 juni - Urbain Le Verrier förutsäger planeten Neptunus existens och läge, baserat på oregelbundenheter i Uranus bana.
- 8 augusti - James Challis observerar men känner inte igen Neptunus.
- 31 augusti - Urbain Le Verrier publicerar sina förutsägelser med den nya planetens omloppsbana och massa.
- 23 september - Johann Gottfried Galle upptäcker planeten Neptunus. Planeten upptäcks genom Urbain Le Verriers tidskrävande beräkningar, som få trott varit möjliga. Vad han fick sitta med i flera månader skulle en hemdator vid tiden runt 1990 kunnat fixa på några timmar. [1].
- 10 oktober - William Lassell upptäcker Neptunus måne Triton.

### Teknik
- Okänt datum - Göteborg blir först i Sverige med att införa gasbelysning.

## Pristagare
- Copleymedaljen: Urbain Jean Joseph Le Verrier, fransk astronom.
- Rumfordmedaljen: Michael Faraday, brittisk fysiker och kemist.
- Wollastonmedaljen: William Lonsdale, brittisk geolog och paleontolog. [2]

## Födda
- 12 december - Eugen Baumann (död 1896), tysk kemist.

## Avlidna
- 17 mars - Friedrich Bessel (född 1784), tysk matematiker och astronom.
- Maria Medina Coeli (född 1764), italiensk forskare

### Fotnoter
1. ↑  Så funkar universum, James Muirden
2. ↑  ”Geological Society”. Arkiverad från originalet den 5 juni 2011. https://web.archive.org/web/20110605102217/http://www.geolsoc.org.uk/gsl/society/history/page750.html. Läst 13 april 2011.